# Matilda Howell
Matilda „Lida” Howell z domu Scott (ur. 28 sierpnia 1859 w Lebanon, zm. 20 grudnia 1939 w Norwood) – amerykańska łuczniczka, trzykrotna mistrzyni olimpijska. Startowała w konkurencji łuków klasycznych.
Największym jej osiągnięciem było dwukrotne mistrzostwo igrzysk olimpijskich w Saint Louis w 1904 roku w konkurencji indywidualnej. Trzeci złoty medal w tych igrzyskach zdobyła drużynowo.
Jej ojciec Thomas Scott także był łucznikiem, olimpijczykiem z 1904.